# 洪山县
洪山县，中国旧县名。
1949年析随县、枣阳、宜城、钟祥4县置，治所在茅茨畈（今湖北省随州市洪山镇）。1955年撤销，仍分别划归原属各县。